# La Florida (Mendoza)
Pour les articles homonymes, voir La Florida.
La Florida, autrefois appelée Barrio Gargantini, est une localité rurale argentine située dans le département de Rivadavia, province de Mendoza. Elle est située à 10 km au sud de la ville de Rivadavia et à 6 km à l'ouest de la capitale du district, délimité au nord par la rue La Florida, à l'est par la rue Arroyo et à l'ouest par la rue Esperanza. Elle est composée de 3 quartiers : La Florida, Los Olmos et Tatarelli.

## Infrastructures
En 2012, le système d'égouts du quartier était en cours de construction. La Florida est une zone viticole. La localité a été construite par l'institut provincial du logement sur un terrain donné par Bautista Gargantini, afin que les employés de la cave Gargantini, aujourd'hui disparue et située à 3 km à l'ouest, puissent y vivre.